# 아리마 고타로
아리마 고타로(일본어: 有馬 幸太郎, 2000년 9월 3일~)는 일본의 축구 선수이다.

## 구단 경력
그는 2019년 J1리그의 가시마 앤틀러스에 입단했다. 2020년부터 2021년까지 J2리그의 도치기 SC에서 뛰었다. 2022년 J3리그의 이와키 FC로 이적했다. 2022년 J3리그 우승으로 J2리그로 승격했다. 2024년까지 75경기에 출전하여, 19득점을 넣었다. 2025년 오이타 트리니타로 이적했다.